# Ерик Ђемба-Ђемба
Ерик Данијел Ђемба-Ђемба (фр. Eric Daniel Djemba-Djemba; Дуала, 4. мај 1981) је камерунски фудбалер, који игра на позицији везног играча. 

## Клупска каријера
Фудбалом је почео да се бави у родном Камеруну, да би 1998. године прешао у француски Нант. За први тим Нанта је дебитовао у сезони 2001/02. За две сезоне је наступио на 42 утакмице у француској Првој лиги. Поред тога са Нантом је играо и у групној фази Лиге шампиона у сезони 2001/02.
У јулу 2003. је потписао петогодишњи уговор са Манчестер јунајтедом. На свом дебитантском наступу за клуб је освојио и први трофеј. Манчестер јунајтед је 10. августа 2003, на Стадиону Миленијум у Кардифу, савладао Арсенал у финалу Комјунити шилда, након извођења једанаестераца, а Ђемба-Ђемба је на терен ушао у 61. минуту уместо Никија Бата. У својој првој сезони у клубу је забележио 22 наступа у свим такмичењима. Постигао је и два гола, од чега је један био у продужецима за победу над Лидсом у Лига купу. Други гол је постигао у победи од 5:0 над Панатинаикосом у групној фази Лиге шампиона. Ипак, у конкуренцији Роја Кина, Пола Сколса, Дарена Флечера и Клеберсона није успео да се избори за место у стартној постави. У наредној 2004/05. сезони је имао још мању минутажу па је у јануару 2005. продат Астон Вили. Укупно је у дресу Манчестер јунајтеда одиграо 39 утакмица у свим такмичењима.
Као и у Манчестеру, Ђемба-Ђемба није успео ни у Астон Вили да се избори за статус стандардног првотимца. Почетком 2007. године је прослеђен на позајмицу у Барнли из Чемпионшипа. Током лета 2007. је раскинуо уговор са Астон Вилом, након чега је сезону 2007/08. провео у екипи Катара. У јулу 2008. потписује за дански Оденсе. Наредне четири сезоне је наступао за овог данског суперлигаша. Сезону 2012/13. је провео у Хапоелу из Тел Авива.
У јулу 2013. је потписао двогодишњи уговор са Партизаном. Дебитовао је за црно-беле у поразу на гостовању Лудогорецу (2:1) у првом мечу трећег кола квалификација за Лигу шампиона. Партизан у овој сезони није успео да избори пласман у групну фазу неког од европских такмичења, пошто је након испадања од Лудогореца елиминисан и од Туна у квалификацијама за Лигу Европе. Ђемба-Ђемба је наступио на обе утакмице са Лудогорецом као и у првом мечу са Туном у Београду. Камерунски фудбалер је у наставку сезоне играо за црно-беле само у домаћим такмичењима. Наступио је на 11 утакмица током јесењег дела такмичарске 2013/14. у Суперлиги Србије а поред тога је излазио на терен и на две утакмице Купа Србије. У децембру 2013. је споразумно раскинуо уговор са Партизаном.
У фебруару 2014. потписује за шкотски Сент Мирен, али већ у мају исте године напушта клуб, пошто му није понуђен продужетак уговора. Након тога је играо за индијски Ченај, затим је био у Индонезији, у Персебаји, па у француском нижелигашу Шатобријану да би од новембра 2016. заиграо за Валорб, клуб из друге групе Друге интеррегионалне лиге Швајцарске, што је заправо пети ранг такмичења у овој држави.

## Репрезентација
Ђемба-Ђемба је био у саставу репрезентације Камеруна која је 2002. године освојила Афрички куп нација а затим је играла и на Светском првенству у Јапану и Јужној Кореји, мада није забележио ниједан наступ на ова два такмичења. Наредне 2003. године је већ био стандардан у селекцији Камеруна која је стигла до финала Купа конфедерација, у којем су поражени од Француске. Поред тога, нашао се у саставу Камеруна на још два Афричка купа нација, 2004. и 2006. године. Последњи наступ у националном дресу је имао 2011. године.

## Успеси

### Клупски
Манчестер јунајтед
- ФА куп (1) : 2003/04.
- ФА Комјунити шилд (1) : 2003.

### Репрезентативни
Камерун
- Афрички куп нација (1) : 2002.